# Amarodytes duponti
Amarodytes duponti är en skalbaggsart som först beskrevs av Aubé 1838.  Amarodytes duponti ingår i släktet Amarodytes och familjen dykare. Inga underarter finns listade i Catalogue of Life.